# نووایا میخایلوفکا (سرزمین آلتای)
نووایا میخایلوفکا (به لاتین: Novaya Mikhaylovka) یک منطقهٔ مسکونی در روسیه است که در سرزمین آلتای واقع شده‌است.